# Юферов, Иван Семёнович
Иван Семёнович Юферов (21 ноября 1928 — 29 февраля 2012) — передовик советского сельского хозяйства, бригадир племсовхоза «Октябрьский» Кемеровского района Кемеровской области, Герой Социалистического Труда (1973).

## Биография
Родился в 1928 году на территории Кузнецкого округа Сибирского края (ныне Кемеровского района Кемеровской области), в крестьянской русской семье.
В 13 лет поступил на работу в местный животноводческих совхоз №327. Возил сено, занимался заготовкой кормов, ухаживал за скотом. В 1948 году был призван в Красную Армию. Служил на Курильских островах. 
В 1953 году вернулся на родину и продолжил работать в совхозе. Через год его перевели старшим конюхом, а в 1959 году стал работать бригадиром дойной бригады. Организовал работу так, что показатели по надою каждый год увеличивались. К середине 1960-х годов от каждой коровы в бригаде получали по 4730 литров молока.
Освоив механическую дойку к 1971 году надои увеличились до 5000 литров молока от коровы в среднем.  
Указом Президиума Верховного Совета СССР от 6 сентября 1973 года за достижение высоких показателей в производстве продукции сельского хозяйства и высокие надои молока Ивану Семёновичу Юферову было присвоено звание Героя Социалистического Труда с вручением ордена Ленина и медали «Серп и Молот». 
Продолжал трудиться бригадиром. Общий трудовой стаж составил 55 лет, 40 из которых в животноводстве. 
Умер 29 февраля 2012 года.

## Память
- В 2000 году учреждён переходящий кубок Кемеровского района. Им награждают за лучшие результаты по надою молока.
- Улицу в Береговой назвали именем Героя.

## Награды
За трудовые успехи был удостоен:
- золотая звезда «Серп и Молот» (06.09.1973)
- Два ордена Ленина (22.03.1966, 06.09.1973)
- другие медали.
- Почётный гражданин Кемеровского района.